# 圣让勒桑特尼耶
圣让勒桑特尼耶（法語：Saint-Jean-le-Centenier，法語發音：[sɛ̃ ʒɑ̃ lə sɑ̃tənje]）是法国阿尔代什省的一个市镇，位于该省南部，属于拉让蒂耶尔区。

## 地理
圣让勒桑特尼耶（44°35'28"N, 4°32'6"E）面积15.16 平方千米，位于法国奥弗涅-罗讷-阿尔卑斯大区阿尔代什省，该省份为法国东南部内陆省份，北起顺时针与卢瓦尔省、伊泽尔省、德龙省、沃克吕兹省、加尔省、洛泽尔省和上盧瓦爾省接壤。
与圣让勒桑特尼耶接壤的市镇（或旧市镇、城区）包括：阿尔巴拉罗迈讷、米拉贝勒、夸龙地区圣吉内、圣庞斯、贝尔新城。

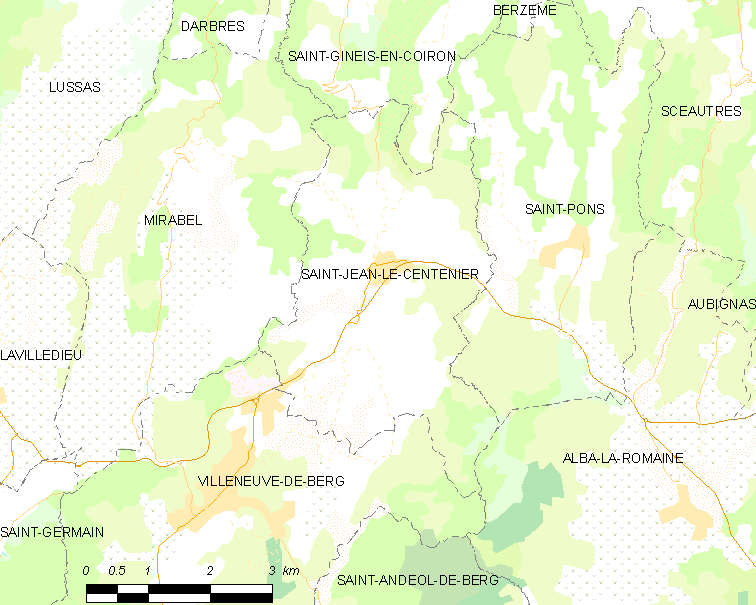
圣让勒桑特尼耶的OSM定位图

圣让勒桑特尼耶的时区为UTC+01:00、UTC+02:00（夏令时）。

## 行政
圣让勒桑特尼耶的邮政编码为07580，INSEE市镇编码为07247。

## 政治
圣让勒桑特尼耶所属的省级选区为贝尔-埃尔维县。

## 人口

1962-2008年间圣让勒桑特尼耶人口变化图示

圣让勒桑特尼耶于2022年1月1日时的人口数量为868人。